# 默爾蒂尼什鄉

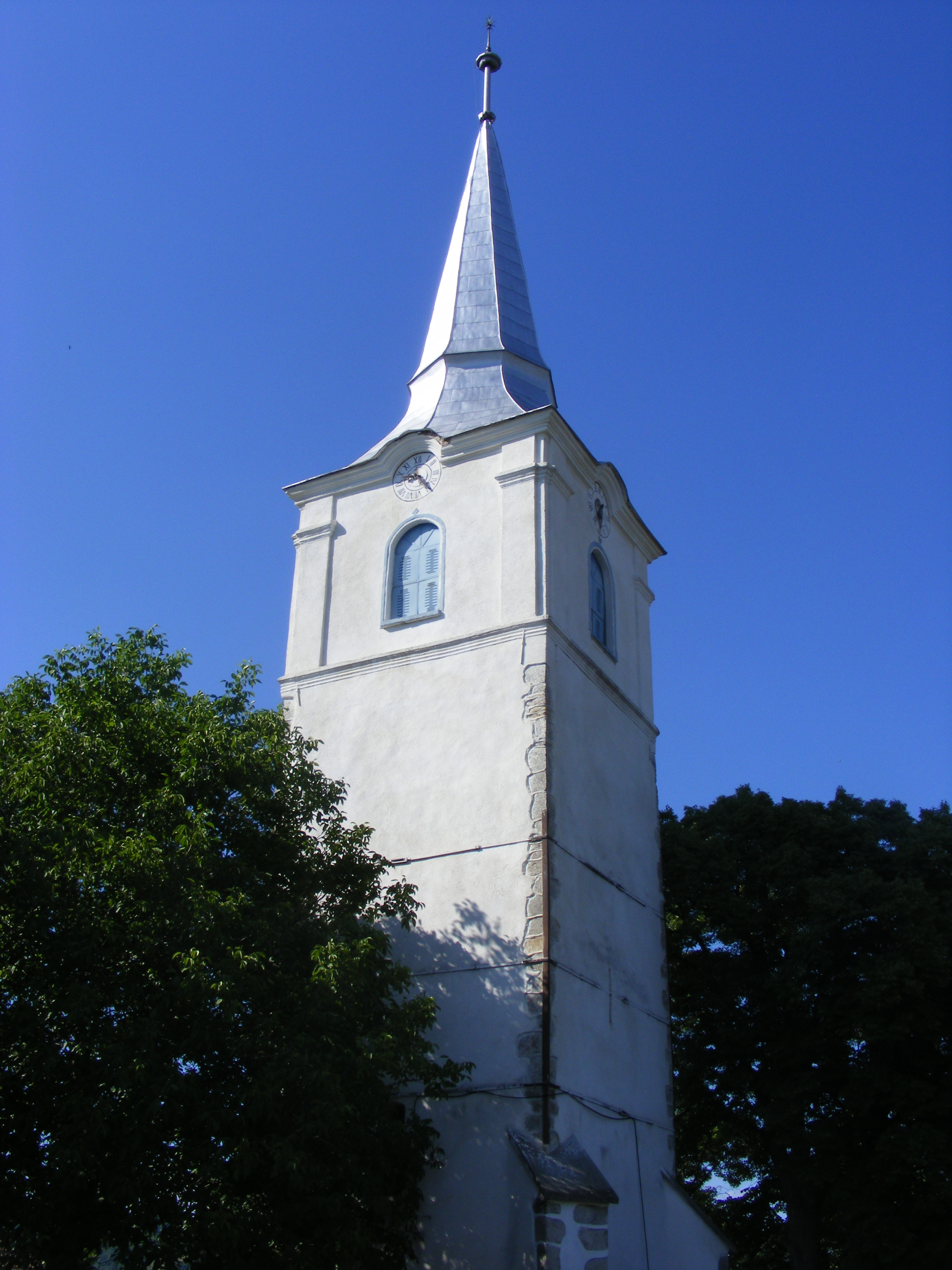

46°14′0″N 25°23′0″E / 46.23333°N 25.38333°E
默爾蒂尼什鄉（羅馬尼亞語：Comuna Mărtiniș, Harghita），是羅馬尼亞的鄉份，位於該國中部，由哈爾吉塔縣負責管轄，面積134平方公里，海拔高度501米，2007年人口3,132，人口密度每平方公里23人。